# Vrbov
Vrbov (Hongaars: Ménhárd) is een Slowaakse gemeente in de regio Prešov, en maakt deel uit van het district Kežmarok.
Vrbov telt 1.339 inwoners.